# 일본의 지상 타격 미사일 보유
일본의 지상 타격 미사일 보유는 미일 지대지유도탄 협정으로 지상 타격 미사일 보유가 어려웠던 일본이 보유를 할 수 있게 된 사건을 말한다.

## 역사

### 북한의 도발과 일본의 미사일 보유 과정
- 2015년 5월 일본 스가 요시히데 관방장관은 북한의 미사일 안보 위협에 대비하기 위해 적이 미사일을 쏘기 전에 적 기지를 선제 타격할 수 있어야 한다는 발언을 했다.[1]
- 2017년 3월 일본 오노데라 방위상(한국으로 치면 국방장관의 직위에 해당)은 북한의 계속되는 미사일 도발과 안보 위협에 대비하기 위해 적 기지를 선제타격 할 수 있는 미사일을 검토하고 있다고 밝혔다.[2]
- 2017년 12월 일본은 적기지를 선제타격할 수 있는 900km 사거리의 순항미사일을 도입 및 보유할 것이라 선언했다.[3]
- 2018년 1월 일본은 공대지 미사일 XASM-3를 내년 2019년까지 개발 완료할 것이라고 밝혔다. 별도로 사거리 1천km내외의 순항유도탄을 외국으로부터 도입할 것이라고도 밝혔다.[4]
- 2019년 3월 일본은 사거리 400km의 자국산 공대지 순항유도탄을 개발할 것이라고 밝혔다. 정확히는 사거리 200km였던 XASM-3를 사거리 연장 개량을 하게 된다.[5]
- 2019년 8월 일본 방위성이 30일 확정한 내년도 예산 보고서에는 F-35A에 탑재 가능한 JSM 순항 미사일 취득하겠다는 입장을 밝혔다.[6]
- 2020년 6월 아베 신조 일본 총리는 "탄도 미사일 위협으로부터 국민의 생명과 안전을 지키는 것은 정부의 책임"이라며 "적기지 보유 능력을 받아들이지 않으면 안 된다."라는 발언을 했다. 한 편으론, "평화헌법과 전수방위 원칙에 위배되는 일을 하지는 않는다."라는 발언도 뒤 따라 했다.[7]
- 2020년 7월 일본 정치계에서는 여론을 의식해서 적 기지 타격 능력의 명칭을 '자위 반격 능력', '적 기지 반격 능력', '스탠드 오프 방위' 같은 말로 순화해서 바꾸자는 제안도 나왔다.[8]

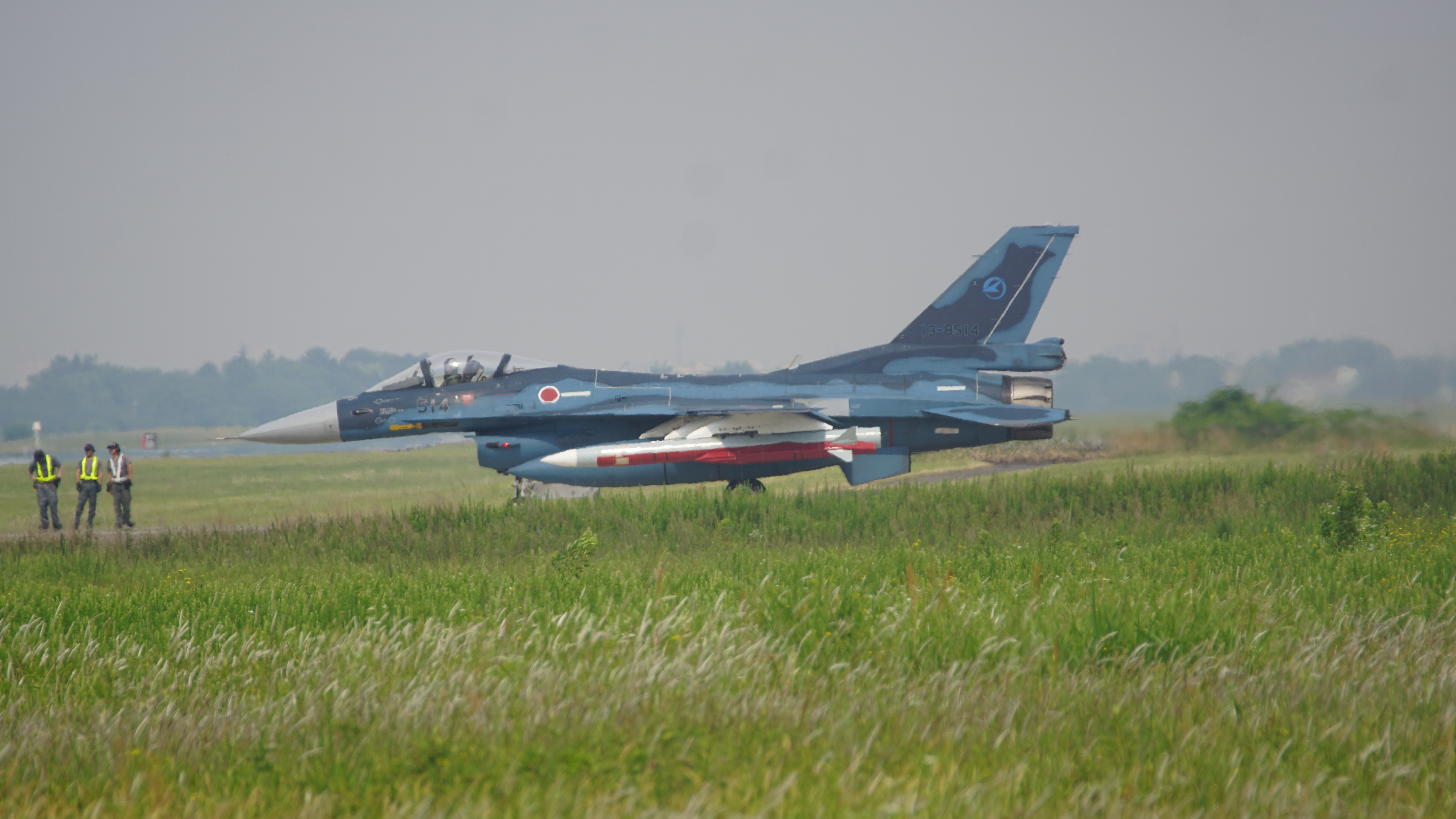
세계 최강의 대함공격기 F-2가 무장한 초음속 공대지 미사일 XASM-3

### 일본의 지상 타격 미사일 보유

#### XAXM-3
마하3(레이더 탐지를 피하기 위해 바다에 바짝 붙어서 비행할 때만 마하3이고 설계상 최대 마하5의 스펙을 갖고 있다.) XASM-3를 2019년 사거리 400km로 개량했다. 미쓰비시 F-2 대함공격기를 포함, 항공자위대의 항공기에서 발사하는 공대지 미사일이다.

#### 일본형 토마호크
2017년 요미우리 신문에 따르면, 일본 방위성은 개발 중이던 공대함 미사일에 지상 타격 능력을 추가시켜 사거리 300km 이상으로 개량할 계획이다. 이는 2022년부터 첫 양산에 돌입한다. 미쓰비시 F-2나 가와사키 P-1에서 발사할 것이라고 한다.

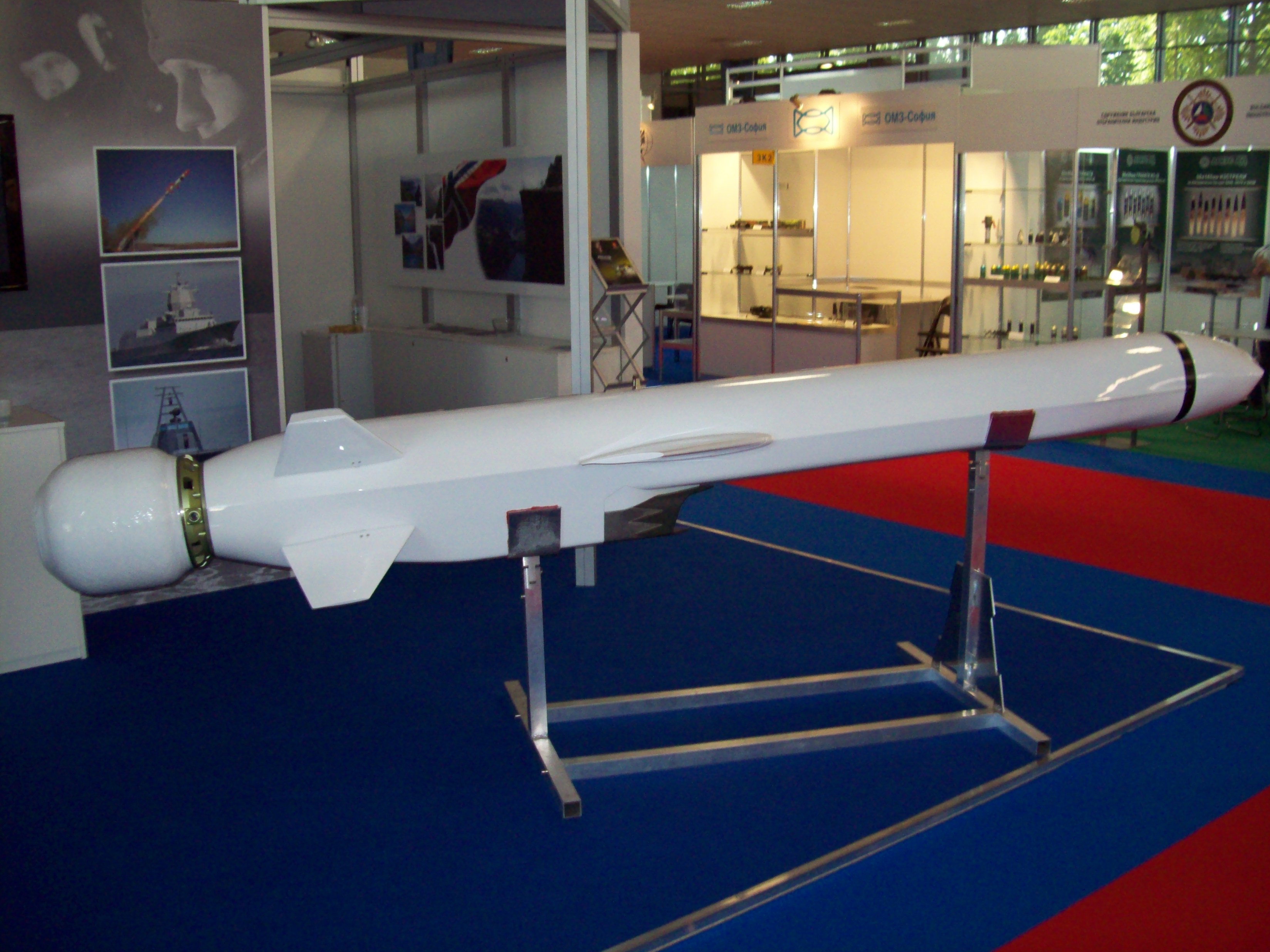
NSM 미사일

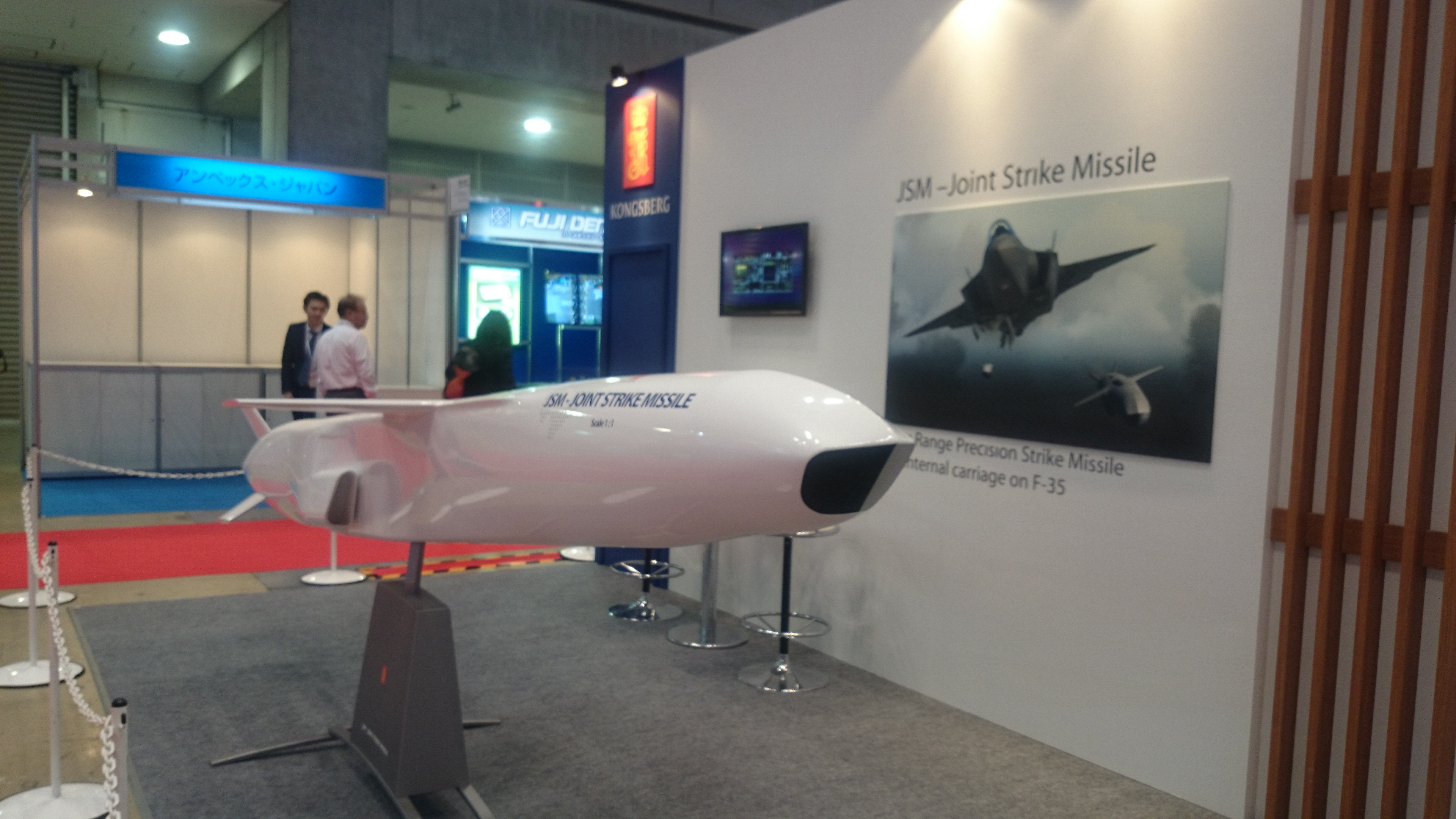
JSM 미사일

#### NSM/JSM 패밀리
외산 미사일 수입도 병행한다는 입장을 밝힌 일본 정부는 1천km사거리에 달하는 공대지유도탄 보유를 위해 세계 방산 시장에서 외산 미사일들을 물색하고 있다. 2019년 방위성이 내년도 예산 보고서에 F-35A에 탑재 가능한 JSM 순항 미사일 취득하겠다는 입장을 밝혔다. JSM은 즉, 합동타격미사일이다. 이는 노르웨이가 개발한 미사일인데, 해상타격미사일인 NSM을 개량했다. 노르웨이 또한 F-35A 도입국가이며 JSM도 F-35A에서 운용이 가능하다. 일본 F-35A에서 사용할 수 있을 것이다.

#### JASSM-ER(재즘-ER)
AGM-158 JASSM-ER은 미국이 개발한 미사일이다.

### 최종적인 일본의 지상 타격 미사일 보유 형태

#### 아직까지는 항공기를 발사기로 보고 있다.
현재까지의 일본국 정부의 동향을 볼 때, 자국산 미사일, 외제 미사일 2종을 보유할 것이다. 자국산 미사일은 대함공격기인 미쓰비시 F-2나 가와사키 P-1에서 발사할 것이고, 외제 미사일은 F-35 라이트닝 II에서 발사할 예정이다. 이는 전부 항공기에서 발사하는 공대지 미사일의 형태를 띠고 있다. 즉, 표면상으로는 일본 정부 입장은 항공기에서만 발사하겠다는 건데 사실은 함대지,공대지 미사일로 전환해서 사용하는데에도 기술적 제약이 거의 없다.

#### 지대지 미사일 보유 여부
지대지 미사일은 미일 미사일 협정 때문에 불가능해서 일본 정부로서는 공대지라는 수단으로 우회하고 있다. 그러나 공대지 미사일 보유는 한일어업협정으로 독도 주변 바다를 한국과 일본이 공동으로 쓸 수 있게 되자, 한국에게 독도 분쟁을 걸 용기를 줬듯이, 일본 정치권에게 지대지 미사일 금지를 흔들 수 있는 용기를 줄 수 있다.

## 미사일을 보유할 근거와 논리

### 전수방위 여부
오로지 외국의 일본 본토 침략에 방어한다는 일본의 전수방위 원칙은 일본이 탄도유도탄의 위협을 받기 전에 작성된 구시대적인 개념이라서 일본의 안보를 지키기 위해서는 확대 해석을 해야한다는 논리가 지배적이다. 시대가 흐름에 따라 환경은 변한다. 법은 그 당시의 환경에 맞춰진 것이고 시대가 흐름에 따라 완벽한 법도 달라진 환경에 악법이 될 수도 있다. 특히나 적이 미사일을 쏘기 전에 먼저 적의 지상을 선제타격하는 것만이 본토 방어가 가능하다는 논리면 전수방위에는 전혀 위배되지 않는다.

#### 적 기지에 대한 선제타격 능력이 전수방위 침해가 아니라는 공감대
- 1956년 하토야마 이치로 일본 총리는 "적에게 공격을 당한 다음에 자멸을 기다리는 것이 평화 헌법의 취지일리 없다."라며 적 기지에 대한 선제타격 능력을 갖추는 것은 전수방위에 위배되는게 아니라는 것을 인정하는 발언을 했다.[8]
- 2003년 이시바 시게루 자민당 간사장은 국회에서 "(미사일) 연료를 주입하기 시작하는 준비행위를 시작한 경우는 (공격) 착수라고 하지 않겠느냐"라고 말했다.[8]

## 같이 보기
- 일본의 핵무기 개발
- 한미 미사일 지침
- 탄도유도탄

## 인용
1. ↑  “일본 스가 관방 “자위대, 미사일 공격 저지 위해 적기지 공격할 수도””. 2015년 5월 25일. 2020년 7월 30일에 확인함.
2. ↑  입력: 2017.03.09 15:35 (2017년 3월 9일). “일본 방위상 "적기지 공격능력 보유 검토"...북한 미사일도발 관련”. 2020년 7월 30일에 확인함.
3. ↑  “일본, 사거리 900km 순항미사일 도입 공식 발표…전수방위 위반 논란”. 2017년 12월 10일. 2020년 7월 30일에 확인함.
4. 1 2  김병규 (2018년 1월 7일). “일본, 첫 국산 초음속 공대지미사일 개발…군국주의화 가속”. 2020년 7월 30일에 확인함.
5. ↑  박세진 (2019년 3월 17일). “日, 사거리 400km 이상 순항 미사일 개발 추진”. 2020년 7월 30일에 확인함.
6. ↑  “공격용 장거리순항미사일까지 도입 추진…일본 전수방위 훼손 논란”. 2020년 7월 30일에 확인함.
7. ↑  “아베, 한반도 긴장 이유 들며 “적기지 공격 능력 보유 논의””. 2020년 6월 18일. 2020년 7월 30일에 확인함.
8. 1 2 3  NEWSIS (2020년 7월 8일). “日, 전수방위 논란 피하려 '꼼수'…'적기지 공격능력' 명칭 바꾼다”. 2020년 7월 30일에 확인함.
9. ↑  수정 2017.11.20 16:44, 입력 2017 11 20 14:02 (2017년 11월 20일). “'일본판 토마호크' 2022년 첫 생산”. 2020년 7월 30일에 확인함.